# De Windhondt

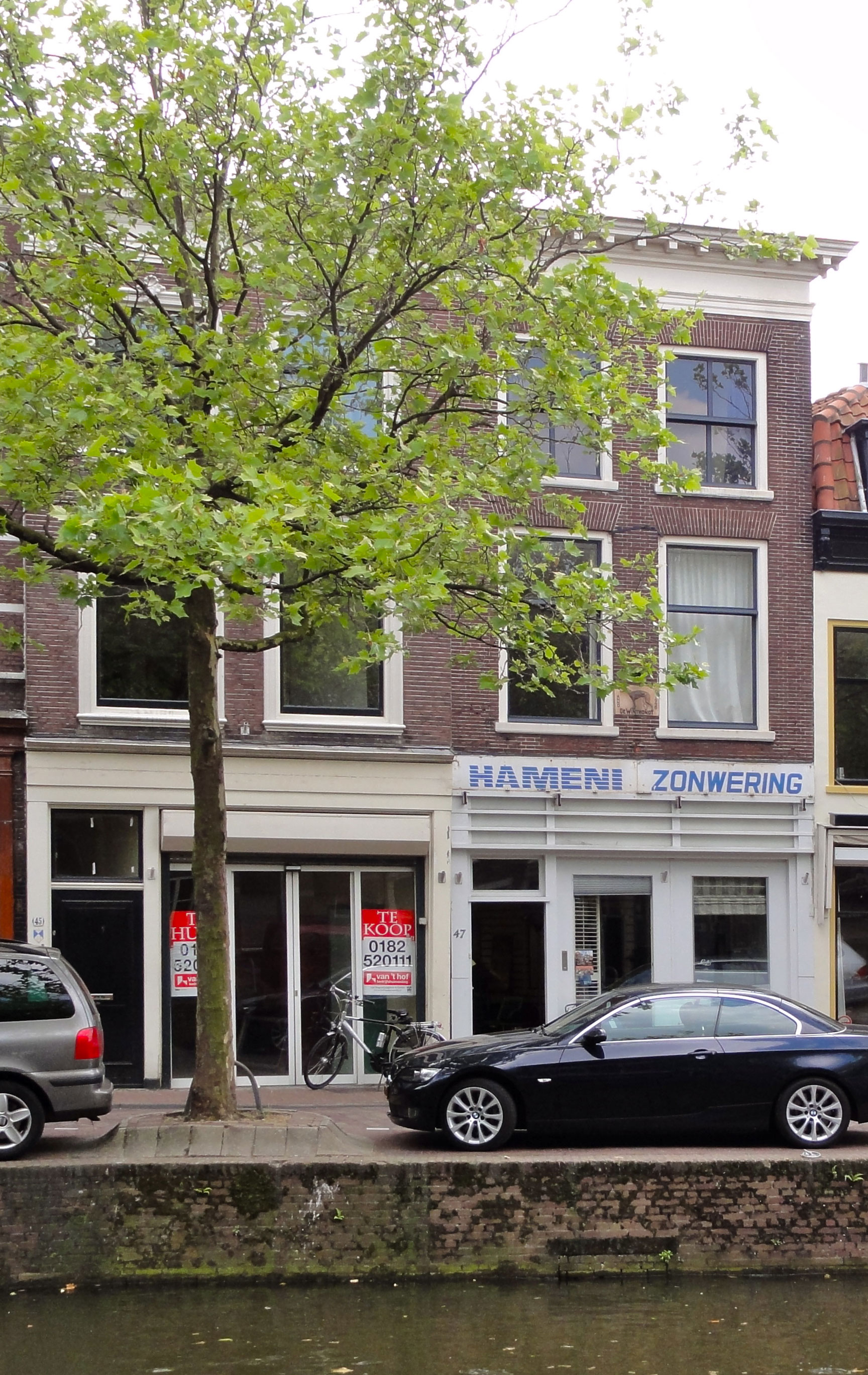
De Windhondt, een grachtenpand aan de Hoge Gouwe 47 te Gouda

De Windhondt, Winthondt, is een monumentaal grachtenpand aan de Hoge Gouwe 47 in de Nederlandse stad Gouda.

## Geschiedenis

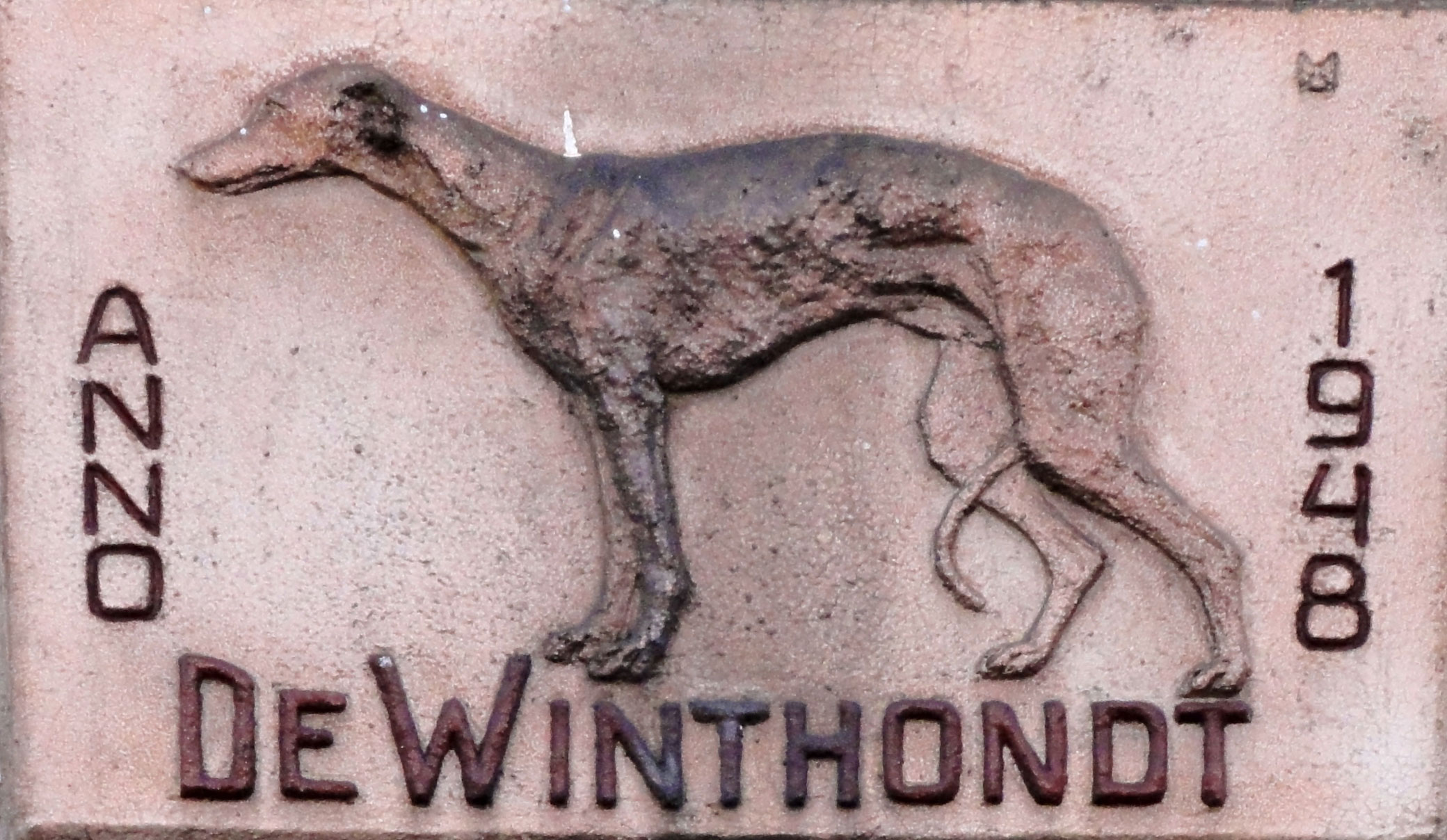
De door Maarten Witte van Leeuwen vervaardigde gevelsteen De Winthondt

Het pand heeft een vrij recente gevelsteen met als datum 1948 en de afbeelding van een windhond. De steen is gemaakt door de Goudse beeldend kunstenaar Maarten Witte van Leeuwen. De woning was het geboortehuis van zijn echtgenote, de Goudse stadsdichteres Inez Meter (1925-2022). Het huis was in 1756 ook het geboortehuis van de stadsarts, hoogleraar en rector magnificus van de universiteiten van Harderwijk en Utrecht, Jan Bleuland. Zijn vader de metselaar Jasper Bleuland had de woning, toen ook al De Windhondt genoemd, een jaar voor de geboorte van zijn zoon Jan gekocht. In 1787 was het huis doelwit van de orangisten en werd geplunderd.
Het pand is erkend als rijksmonument.